# Абдулкарімово (Баймацький район)
Абдулкарі́мово (рос. Абдулкаримово, башк. Әбделкәрим) — село (колишній присілок) у складі Баймацького району Башкортостану, Росія. Адміністративний центр Абдулкарімовської сільської ради.
Населення — 425 осіб (2010; 465 в 2002).
Національний склад:
- башкири — 100%